# Jacek Moskalewicz
Jacek Moskalewicz (ur. 19 sierpnia 1948) – polski socjolog i badacz zdrowia publicznego, wieloletni pracownik Instytutu Psychiatrii i Neurologii w Warszawie, specjalizujący się w epidemiologii uzależnień oraz polityce alkoholowej. Doradca WHO w obszarze uzależnień, współpracownik UNICEF i UNODC. Autor i współautor licznych publikacji naukowych.

## Wykształcenie i kariera
Ukończył socjologię na Uniwersytecie Warszawskim (1972), a w 1997 uzyskał stopień doktora nauk humanistycznych.
Pracował m.in. w Instytucie Organizacji Przemysłu Maszynowego (1973–1977) oraz w Instytucie Psychiatrii i Neurologii, gdzie pełnił funkcje badawcze i kierownicze, w tym p.o. kierownika Zakładu Badań nad Alkoholizmem i Toksykomaniami (1981–1986), kierownika Biura ds. Współpracy ze WHO (1993–2004), kierownika Zakładu Organizacji Ochrony Zdrowia (2006–2011) oraz adiunkta i kierownika Zakładu Badań nad Alkoholizmem i Toksykomaniami (1998–2020). Od 2020 związany z IPiN jako adiunkt.

## Działalność naukowa
Zainteresowania badawcze Moskalewicza obejmują epidemiologię alkoholu i innych substancji, społeczne i ekonomiczne konsekwencje używania substancji psychoaktywnych, porównawcze badania kultur picia oraz politykę alkoholową i zdrowotną w Polsce i Europie.
Był członkiem i wiceprezydentem Kettil Bruun Society oraz wiceprezydentem Science Group European Alcohol and Health Forum przy Komisji Europejskiej; współpracował jako ekspert z WHO, UNICEF i UNODC.

## Projekty badawcze (wybór)
- Epidemiology of Mental Disorders and Access to Care – EZOP Poland (2008–2011).[1]
- Standardised European Alcohol Survey w ramach EU Joint Action on Alcohol (ok. 30 tys. wywiadów w 19 krajach).[1]
- Kompleksowe badanie stanu zdrowia społeczeństwa – EZOP II (2016–2019).[1]
- DEEP SEAS (2018–2021).[1]
- Projekty Phare dotyczące redukcji popytu na narkotyki (m.in. 1998–1999, 13 krajów Europy Środkowo-Wschodniej).[1]

## Nagrody i wyróżnienia
- La Médaille de la Ville de Paris (1994).[1]
- Jellinek Memorial Award (2001).[1]
- Krzyż Kawalerski Orderu Odrodzenia Polski (2004).[1]
- Odznaka „Zasłużony dla Ochrony Zdrowia” (2022).[1]

## Publikacje (wybór)
- J. Moskalewicz, J. Stokwiszewski, Ł. Wieczorek, B. Wojtyniak, Changes in disposable income of Polish households and growing trends in alcohol mortality, European Journal of Health Economics, 2025, s. 1–9 (doi:10.1007/s10198-025-01758-7).[1]
- M.C. Viana, A.E. Kazdin, M.G. Harris, D.J. Stein, D.V. Vigo, I. Hwang, i in. (z udziałem J. Moskalewicza), Barriers to 12-month treatment of common anxiety, mood, and substance use disorders in the World Mental Health (WMH) surveys, International Journal of Mental Health Systems, 2025, 19(1):6.[1]
- J. Moskalewicz, I. Wald, Alcohol policy in a crisis situation, British Journal of Addiction, 1984, 79, s. 331–335.[1]
- J. Moskalewicz, Alcohol as a Public Issue: Recent Developments in Alcohol Control in Poland, Contemporary Drug Problems, 1981, s. 11–21.[1]